# La Madonna i el soldat
La Madonna i el soldat (en rus Мадонна и солдат), op. 105, és una òpera en tres actes composta per Mieczysław Weinberg el 1970, sobre un llibret d'Aleksandr Medvédev basat en Zosia de Vladimir Bogomolov. Es va estrenar el 17 de març de 1975 al Teatre Mikhàilovski de Leningrad dirigida per Aleksandr Dmítriev. La va dedicar al 30è aniversari de la victòria del poble soviètic a la Gran Guerra Patriòtica.
L'acció es desplega a Polònia cap al final de la Segona Guerra Mundial i conté cors patriòtics i un final triomfant. L'òpera retrata l'amor entre un oficial soviètic (reanomenat Sania a l'òpera) i una jove polonesa (reanomenada Stasia) mentre l'Exèrcit Roig avança sobre Polònia el 1944.
Entre el 20 de febrer i el 20 març de 1975, tot i que va morir el 9 d'agost, Xostakóvitx va trobar l'energia per assistir a tots els assajos per a l'estrena de l'òpera de Weinberg.

## Origen i context
Renovant la seva col·laboració en La passatgera, Weinberg i Medvédev van seleccionar el relat breu Zosia del 1963 de Bogomolov i li van canviar el nom per La Madonna i el soldat. L'òpera va ser guardonada amb un diploma de la revista de la Unió Soviètica creada a tal efecte.
Tenint en compte la història familiar de Weinberg, la seva indignació contra la guerra va ser profundament assenyalada, i va ser una vàlvula d'escapament també en nombroses obres posteriors, incloses la trilogia de les simfonies 17, 19 i 21, aquesta darrera dedicada explícitament a les víctimes del Gueto de Varsòvia. Tal com va dir Weinberg, «moltes de les meves obres estan relacionades amb el tema de la guerra. Per desgràcia, aquesta no va ser la meva pròpia opció. Va ser dictada per la meva sort i per la tràgica sort de la meva família. Ho veig com el meu deure moral escriure sobre la guerra i sobre les coses terribles que han passat a la gent del nostre país».